# Bachelorette
Bachelorette – utwór islandzkiej piosenkarki Björk, wydany jako drugi singel z płyty Homogenic.
Piosenka jest kolejną częścią przygód Isobel, postaci wykreowanej w singlu o tym samym tytule.
Artystka opisała treść piosenki słowami „Isobel idzie do miasta”.

## Lista ścieżek

### UK CD1
1. „Bachelorette” [Radio Edit] (3:37)
2. „My Snare” („Nature is Ancient”) (3:37)
3. „Scary” (2:25)
4. „Bachelorette” [Howie Spread Mix] (5:49)

### UK CD2
1. „Bachelorette” [Mark Bell Optimism Mix] (5:49)
2. „Bachelorette” [Mark Bell Zip Remix] (4:18)
3. „Bachelorette” [Mark Bell Blue Remix] (2:52)
4. „Bachelorette” (5:12)

### UK CD3
1. „Bachelorette” (RZA Remix) (5:49)
2. „Bachelorette” (Alec Hypermodern Jazz Remix) (5:49)
3. „Bachelorette” (Alec Empire the Ice Princess and the Killer Whale Remix) (6:23)
4. „Bachelorette” (Grooverider Jeep Remix) (9:11)

### EU CD
1. „Bachelorette” [Radio Edit] (3:37)
2. „Bachelorette” (RZA Remix) (5:49)
3. „Bachelorette” [Mark Bell Optimism Mix] (5:49)
4. „Bachelorette” [Mark Bell Zip Remix] (4:18)
5. „Bachelorette” [Mark Bell Blue Remix] (2:52)
6. „My Snare” („Nature is Ancient”) (3:37)

### JP Bachelorette / Jóga EP
1. „Bachelorette” [Radio Edit] (3:37)
2. „Bachelorette” [Howie Spread Mix] (5:49)
3. „Bachelorette” [Mark Bell Zip Remix] (4:18)
4. „Bachelorette” (Alec Hypermodern Jazz Remix) (5:49)
5. „Bachelorette” (Grooverider Jeep Remix) (9:11)
6. „Jóga” (Buzz Water Remix) (4:21)
7. „Jóga” (Alec Empire Hardcore Mix 1) (3:02)
8. „Jóga” (Alec Empire Hardcore Mix 2) (4:15)
9. „Jóga” (Album Version) (5:09)
10. „Jóga” (String And Vocal Mix) (4:25)

## Remiksy
- Alec Hypermodern Jazz remix
- Alec Empire The Ice Princess and the Killer Whale remix
- Grooverider Jeep remix
- Howie Spread mix
- Mark Bell Blue remix
- Mark Bell Optimism remix
- Mark Bell Zip remix
- Radio edit
- RZA remix

## Notowania
| Lista                 | Najwyższa pozycja |
| --------------------- | ----------------- |
| French Singles Chart  | 17                |
| UK Singles Chart      | 21                |
| Italian Singles Chart | 23                |
| Dutch Singles Chart   | 80                |